# ورجینا
ورجینا شهر کوچکی در شمال یونان است. این شهر در سال ۱۹۷۷ پس از کشف باستان شناس یونانی مانولیس اندرونیکس به شهرت جهانی رسید، ادعا شده‌است که این شهر محل آرامگاه‌های شاهان یونانی از جمله آرامگاه فیلیپ دوم، پدر اسکندر بزرگ است.